# B61

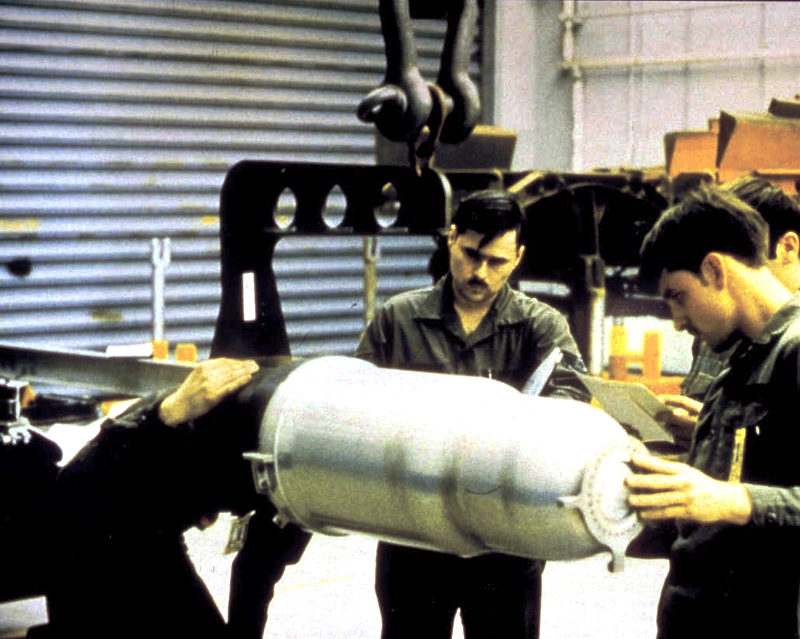
Ładunek termojądrowy W80

B61 – amerykańska taktyczna lub strategiczna (zależnie od wersji) termojądrowa bomba lotnicza.

## Historia
W 1960 roku lotnictwo amerykańskie zamówiło wielozadaniowy taktyczny ładunek jądrowy. Nowa termojądrowa bomba lotnicza nosiła początkowo oznaczenie TX-61. W 1965 roku rozpoczęto produkcję nowej bomby. Oficjalnie została przyjęta do uzbrojenia w 1967 roku. Wyprodukowano ponad 3200 bomb B61 (do 1987 roku) w kilku wersjach różniących się mocą i przeznaczeniem. Ostatnie produkowane wersje miały minimalną wysokość zrzutu zmniejszoną do 15 metrów.
Głównym elementem bomby B61 jest termojądrowa głowica W80, montowana także w pocisku manewrującym AGM-86 ALCM.
Bomba B61 mogła być przenoszona przez amerykańskie samoloty:  B-1, B-2, B-52, FB-111, F-100, F-104, F-105, General Dynamics F-111, F-4, A-4, A-6, A-7 F-15 i F-15E, F-16, F/A-18, F-117, F-35A a także natowskie Tornado IDS.
Bomba B61 w wersjach Mod 7, Mod 10 i Mod 11 nadal znajduje się na uzbrojeniu amerykańskich sił zbrojnych.

## Wersje
- Mod 1
- Mod 2
- Mod 3 – taktyczna, moc regulowana (0,3; 1,5; 5; 10; 60; 80; lub 170 kT)
- Mod 4 – taktyczna, moc regulowana (0,3; 1,5; 5; 10; 60; 80; lub 170 kT)
- Mod 5
- Mod 6
- Mod 7 – strategiczna, moc wybuchu regulowana (prawdopodobnie cztery nastawy, maksymalna moc 350 kT (500 kT (?))
- Mod 8
- Mod 9
- Mod 10 – taktyczna, moc regulowana (0,3; 1,5; 5; 10; 60; 80; lub 170 kT)
- Mod 11 – strategiczna, zastąpiła bombę B28FI
- B61 Mod 12 (B61-12) była rozwijana co najmniej od 2011 roku, i jest pierwszym modelem z systemem precyzyjnego naprowadzania. Bomba wyposażona jest w układ nawigacji innercyjnej oraz GPS, zbliżony do układu w konwencjonalnej bombie JDAM[1]. Termonuklearna głowica bomby ma prawdopodobnie maksymalną moc 50 kT, która może być jednak zmniejszona przez personel naziemny, być może do 0,3 Kt podobnie jak we wcześniejszych bombach[1].